# Horst Werner Janssen
Horst Werner Janssen (* 16. September 1933 in Südgeorgsfehn; † 19. Oktober 2017 in Elsfleth) war ein deutscher Kapitän und Reeder.

## Leben
Janssen wurde 1933 in Südgeorgsfehn in Ostfriesland geboren. Seine Eltern betrieben dort eine Gastwirtschaft und einen landwirtschaftlichen Betrieb.
Janssen begann im April 1948 mit 14 Jahren zusammen mit seinem Zwillingsbruder Adolf seine seemännische Laufbahn als Schiffsjunge an Bord des Dreimastschoners Hertha Johanne. Nach der Ausbildung ging er 1954 wieder zusammen mit seinem Zwillingsbruder an die Elsflether Seefahrtschule, um das Kapitänspatent zu machen. 1955 erhielt er das A-5-Patent („Steuermann auf großer Fahrt“), 1958 das A-6-Patent („Kapitän auf großer Fahrt“). Im selben Jahr machte er sich selbständig und gründete in Elsfleth eine Reederei, die das in den Niederlanden gekaufte Küstenmotorschiff Visurgis (lateinisch für „Weser“) betrieb. 1969, drei Jahre, nachdem mit der Fairland das erste Containerschiff einen deutschen Hafen angelaufen hatte, ließ er auf der Elsflether Werft sein erstes Containerschiff bauen, das 1970 abgeliefert wurde und wiederum als Visurgis in Fahrt kam.
Am 4. April 1979 übernahm Janssen den Vorsitz des Nautischen Vereins Niedersachsen von 1865, ein Amt, das er bis April 2017 innehatte. Mit dem Ende seiner Tätigkeit als Vorsitzender wurde er zum Ehrenvorsitzenden des Vereins ernannt.
Janssen engagierte sich ehrenamtlich und als Förderer in der Schifffahrt und in Elsfleth. So setzte er sich Anfang der 1980er-Jahre dafür ein, den Gaffelschoner Ariadne als Schulschiff Großherzogin Elisabeth nach Elsfleth zu holen. Für das Vorhaben wurde Anfang 1982 der Schulschiffverein „Großherzogin Elisabeth“ e. V. gegründet, dessen Präsident Janssen wurde. In den 1990er-Jahren war es auch seinem Einsatz zu verdanken, dass die Seefahrtschule in Elsfleth, seit 1971 ein Fachbereich der damaligen Fachhochschule Oldenburg, erhalten werden konnte. Janssen stellte dem Schiffahrtsmuseum der oldenburgischen Unterweser das „Haus Elsfleth“ zur Verfügung, in dem im März 2010 eine Abteilung des Museums eröffnet wurde. Auf seine Initiative gehen die Wempe-Uhr, die an die Anfänge des Uhrenherstellers Wempe erinnert, und der Seemannsbrunnen am Nicolai-Platz, Uhr und Glockenspiel am „Haus Visurgis“, in dem ein Restaurant untergebracht ist, das die Nautische Kameradschaft Visurgis zu Elsfleth als Vereinslokal nutzt, der Erhalt des historischen Krans an der Kaje, den Janssen vom Unternehmen Nordenhamer Transport-Beton kaufte, nachdem dieses den Betrieb in Elsfleth eingestellt hatte, die Graf-Anton-Günther-Skulptur vor dem Heye-Stift, die Schiffsmodelle in der St.-Nicolai-Kirche, die Janssen stiftete, und der Bootsanleger an der Hunte in Elsfleth zurück.

## Auszeichnungen
- 1992: Bundesverdienstkreuz am Bande
- 2001: Ehrenbürger der Stadt Elsfleth
- 2006: Niedersächsischer Verdienstorden am Bande[16]